# Ezekiel S. Sampson

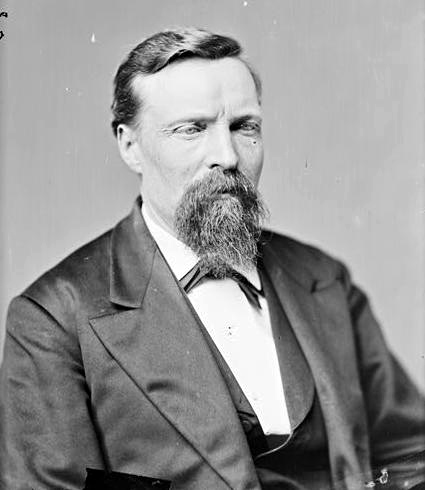
Ezekiel S. Sampson

Ezekiel Silas Sampson (* 6. Dezember 1831 im Huron County, Ohio; † 7. Oktober 1892 in Sigourney, Iowa) war ein US-amerikanischer Politiker. Zwischen 1875 und 1879 vertrat er den Bundesstaat Iowa im US-Repräsentantenhaus.

## Werdegang
Im Jahr 1843 kam Ezekiel Sampson in das Keokuk County in Iowa, wo er die öffentlichen Schulen besuchte. Danach absolvierte er die Howe’s Academy in Mount Pleasant und das Knox College in Illinois. Nach einem anschließenden Jurastudium und seiner im Jahr 1856 erfolgten Zulassung als Rechtsanwalt begann er in Sigourney in seinem neuen Beruf zu arbeiten. Zwischen 1856 und 1858 arbeitete Sampson als Staatsanwalt und von 1861 bis 1864 nahm er als Offizier einer Infanterieeinheit der Unionsarmee am Amerikanischen Bürgerkrieg teil. Am Ende seiner Militärzeit hatte er es bis zum Oberstleutnant gebracht. Danach kehrte er nach Sigourney zurück, wo er wieder als Anwalt arbeitete.
Politisch war Sampson Mitglied der Republikanischen Partei. Im Jahr 1866 wurde er in den Senat von Iowa gewählt. Zwischen 1867 und 1875 war er Richter im sechsten Gerichtsbezirk seines Staates. 1874 wurde er im sechsten Wahlbezirk von Iowa in das US-Repräsentantenhaus in Washington, D.C. gewählt, wo er am 4. Januar 1875 die Nachfolge von William Loughridge antrat. Nach einer Wiederwahl im Jahr 1876 konnte Sampson bis zum 3. März 1879 zwei Legislaturperioden im Kongress verbleiben. Bei den Wahlen des Jahres 1878 unterlag er James B. Weaver von der kurzlebigen Greenback Party.
Nach dem Ende seiner Zeit im Repräsentantenhaus arbeitete Sampson wieder als Anwalt in Sigourney. Dort ist er am 7. Oktober 1892 auch verstorben.